# Датско-саудовские отношения
Датско-саудовские отношения — двусторонние дипломатические отношения между Данией и  Саудовской Аравией. У Дании есть посольство в Эр-Рияде, а у Саудовской Аравии есть посольство в Копенгагене.

## Торговля
В 2017 году Дания экспортировала в Саудовскую Аравию товары и услуги на сумму 7,22 млрд. датских крон и импортировала 1,13 млрд. датских крон. Это сделало Саудовскую Аравию 22-й по величине экспортным рынком Дании. Основными статьями экспорта являются «прочие продукты питания» (1,7 млрд. Датских крон) и «медицинские и фармацевтическая продукция "(1,6 млрд. датских крон).

## Споры
В январе 2006 года в контексте спора о рисунках Мухаммеда Саудовская Аравия отозвала своего посла «из-за отсутствия действий правительства Дании в отношении оскорблений против пророка Мухаммеда в газетах страны».  Посол вернулся в сентябре в том же году.
В ноябре 2018 года министерство иностранных дел Дании объявило о приостановлении разрешений на экспорт оружия в Саудовскую Аравию в свете политики последнего в Йемене, убийства Джамаля Хашогги и дискуссий между министрами иностранных дел ЕС.
3 февраля 2019 года Дания заявила, что арестовала трех иранцев, подозреваемых в шпионаже в пользу саудовского режима. Датская полиция заявила, что подозреваемые являются членами иранской оппозиционной группы, которая напала на военный парад в Ахвазе в 2018 году. Датская разведывательная служба заявила, что подозреваемые шпионили за лицами в Дании в период между 2012 и 2018 годами. Нидерланды также арестовали 40-летнего мужчину, который являлся частью иранской оппозиционной группы, руководитель службы безопасности Дании Финн Борх Андерсен сказал, что аресты в Дания была связана с арестом в Нидерландах. 